# Susan Lee
Susan Brosnan z  d. Lee (ur. 7 czerwca 1966) – australijska wioślarka (sterniczka), brązowa medalistka olimpijska.

## Kariera
Wystąpiła na igrzyskach olimpijskich w Los Angeles w 1984, gdzie osada Australii w składzie: Robyn Grey-Gardner, Karen Brancourt, Susan Chapman, Margot Foster i Susan Lee zdobyła brązowy medal w czwórkach ze sternikiem. W finale A o 3,99 sekundy przegrały z osadą Rumunii i o 1,74 sekundy z osadą Kanady. Był to jej jedyny start olimpijski.
Po zakończeniu kariery zajmowała się hodowlą koni i bydła w Queensland i Terytorium Północnym, gdzie wraz z mężem dzierżawiła obszar około 9000 km kwadratowych, nieznacznie mniejszy niż obszar metropolitalny Melbourne. Od 2007 prowadzą własną działalność hodowlaną.